# 二郎庙 (垣曲)
二郎庙 (垣曲)位于中国山西省垣曲县蒲掌乡北阳村，2006年被列为第六批全国重点文物保护单位。
二郎庙始建年代不详，现仅北殿一座，为元代所建。殿坐北朝南，面阔三间，进深四椽，建筑面积74平方米，悬山顶，柱头上施阑额和普拍枋，柱头铺作为四铺作单下昂，补间铺作各一朵，为四铺作单抄，当心间补间出斜栱。